# Edna Flugrathová
Edna Marie Flugrathová (29. prosince 1892 Brooklyn – 6. dubna 1966 San Diego) byla nejstarší ze tří sester (Edna, Leonie (Shirley Mason) a Virginie (Viola Dana)), které se proslavily jako hvězdy němého filmu.

## Mládí
Edna Flugrathová se narodila Emilovi a Mary Flugrathovým. Její otec, původně tiskař, byl synem polsko-německých přistěhovalců, matka, rozená Dubois, se narodila v New Yorku. O několik let později, když všechny jejich dcery začaly pracovat u filmu, se Flugrathovi přestěhovali na západní pobřeží, kde se stali oblíbenými mezi zvědavými hollywoodskými turisty.

## Kariéra
Edna Flugrathová začala pracovat na jevišti již ve velmi mladém věku, objevovala se ve vaudevillových představeních, v divadle a baletu. Než jí bylo dvacet let, unavilo ji cestování a rozhodla se zkusit štěstí ve vznikajícím filmovém průmyslu. Začala jako stálá herečka ve společnosti Edison Film Company a nakonec získávala hlavní role v jedno- až dvoukotoučových filmech, které byly v té době běžné.

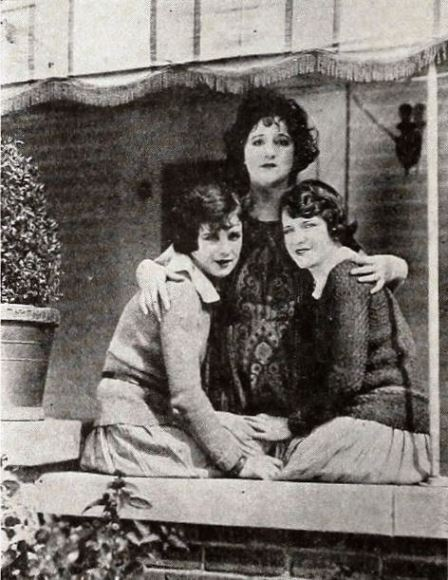
Shirley Mason, Edna Flugrath, Viola Dana

Během svého působení u Edisonu se seznámila s režisérem Haroldem Shawem a po vypršení smlouvy s Edisonem ho následovala do Anglie. Tam dosáhla určitých úspěchů jako herečka v hlavních rolích po boku Shawa, ale herectví zanechala po jejich sňatku v Johannesburgu v Jihoafrické republice, kde natáčeli film De Voortrekkers (1916). O tři roky později se pokusila o comeback v několika filmech pro společnosti London Film Company a Stoll Pictures, ale po návratu do Ameriky pro ni bylo obtížné získat práci.

## Pozdější život
Flugrath nakonec herectví vzdala a otevřela si v Hollywoodu kosmetický salon. Její manžel se později stal tajemníkem Motion Picture Directors’ Association. Dne 30. ledna 1926 byl Harold Marvin Shaw zemřel při čelní srážce v Los Angeles.
Všechny tři sestry Flugrathovy se provdaly za filmové režiséry – za Shawa, Bernarda Durninga a Johna Collinse – a všichni zemřeli předčasně. Kolem roku 1930 se Flugrathová provdala za Halliburtona Houghtona, makléře z Dallasu.
V následujících letech se odcizila od svých sester Leonie a Virginie.

## Úmrtí
Edna Flugrathová zemřela v roce 1966 v San Diegu. Její sestry se o její smrti nedozvěděly hned, ale až poté, co je informoval cizí člověk (s největší pravděpodobností reportér).

## Filmografie
- What Happened to Mary (1912)
- The Dam Builder (1912)
- Hearts and Diamonds (1912)
- Like Knights of Old (1912)
- The Third Thanksgiving (1912)
- On Donovan's Division (1912)
- Annie Crawls Upstairs (1912)
- A Proposal Under Difficulties (1912)
- The Photograph and the Blotter (1913)
- Turtle Doves (1914)
- Lil o' London (1914)
- Liberty Hall (1914)
- The Ring and the Rajah (1914)
- The Ashes of Revenge (1915)
- A Garrett in Bohemia (1915)
- The Derby Winner (1915)
- The Third Generation (1915)
- Mr. Lyndon at Liberty (1915)
- The Heart of Sister Ann (1915)
- The Firm of Girdlestone (1915)
- Me and Me Moke (1916)
- The Man Without a Soul (1916)
- De Voortrekkers (1916)
- The Two Roads (1916)
- True Tilda (1920)
- The Pursuit of Pamela (1920)
- London Pride (1920)
- The Land of Mystery (1920)
- Kipps (1921)
- A Case of Identity (1921)
- A Dear Fool (1921)
- False Evidence (1922)
- The Social Code (1923)